# Ministère fédéral des Transports (Autriche)
Pour les articles homonymes, voir Ministère fédéral des Transports.
Le ministère fédéral de l'Innovation, des Mobilités et des Infrastructures  (en allemand : Bundesministerium für Innovation, Mobilität und Infrastruktur, BIMI) est le département ministériel chargé des déplacements, des infrastructures de transport et de l'innovation technologique en Autriche.
Il est dirigé depuis le 3 mars 2025 par le social-démocrate Peter Hanke.

## Histoire
En 1896, à l'époque de l'empire d'Autriche-Hongrie, le ministère des Chemins de fer, compétent uniquement pour la partie autrichienne du territoire impérial, est créé. Lorsque le pays devient indépendant en 1918, le ministère devient l'office d'État pour les Transports, puis fusionne en 1920 avec le ministère fédéral du Commerce pour former le ministère fédéral du Commerce, de l'Artisanat, de l'Industrie et de la Construction. Rebaptisé ministère fédéral du Commerce et des Transports en 1923, il disparaît avec l'Anschluß de 1938.
À la suite du rétablissement du pays en 1945, un office d'État pour l'Industrie, l'Artisanat, le Commerce et les Transports est brièvement mis en place, avant de se séparer en trois : le ministère fédéral du Commerce et de la Reconstruction, le ministère fédéral des Transports et le ministère fédéral de l'Électrification et de l'Énergie. Les deux derniers sont réunis en 1949 dans le ministère fédéral des Transports et des Industries nationalisées, qui devient sept ans plus tard le ministère fédéral des Transports et de l'Électricité.
Il est renommé en ministère fédéral des Transports et des Entreprises nationalisées en 1966, puis prend le titre de ministère fédéral des Transports en 1970, avant d'être rebaptisé en 1985 ministère fédéral de l'Économie publique et des Transports.
En 1996, il fusionne avec le ministère fédéral de la Science pour constituer le ministère fédéral de la Science, des Transports et des Arts. Il perd un an plus tard ses compétences artistiques. La première coalition noire-bleue en 2000 le renomme en ministère fédéral des Transports, de l'Innovation et de la Technologie. Son périmètre reste inchangé pendant deux décennies, jusqu'à ce qu'il absorbe en janvier 2020 les compétences liées à l'environnement et à l'énergie.
En 2025, il revient à ses compétences de 2000.[réf. nécessaire]

## Titulaires

### Transports
| Nom | Nom                         | Dates du mandat | Dates du mandat | Parti | Gouvernement(s)                                |
| --- | --------------------------- | --------------- | --------------- | ----- | ---------------------------------------------- |
| | Vinzenz Übeleis             | 20/12/1945      | 11/10/1949      | SPÖ   | Figl I                                         |
| | Karl Waldbrunner            | 08/11/1949      | 20/11/1962      | SPÖ   | Figl II et III Raab I, II, III et IV Gorbach I |
| | Intérim de Bruno Pittermann | 14/12/1962      | 27/03/1963      | SPÖ   | Gorbach I                                      |
| | Otto Probst                 | 27/03/1963      | 25/10/1965      | SPÖ   | Gorbach II Klaus I                             |
| | Ludwig Weiß                 | 19/04/1966      | 03/03/1970      | ÖVP   | Klaus II                                       |
| | Erwin Frühbauer             | 21/04/1970      | 17/09/1973      | SPÖ   | Kreisky I et II                                |
| | Erwin Lanc                  | 17/09/1973      | 08/07/1977      | SPÖ   | Kreisky II et III                              |
| | Karl Lausecker              | 08/07/1977      | 10/09/1984      | SPÖ   | Kreisky III et IV Sinowatz                     |
| | Ferdinand Lacina            | 10/09/1984      | 16/06/1986      | SPÖ   | Sinowatz                                       |
| | Rudolf Streicher            | 16/06/1986      | 03/04/1992      | SPÖ   | Vranitzky I, II et III                         |
| | Viktor Klima                | 03/04/1992      | 12/03/1996      | SPÖ   | Vranitzky III et IV                            |
| | Rudolf Scholten             | 12/03/1996      | 20/01/1997      | SPÖ   | Vranitzky V                                    |
| | Caspar Einem                | 28/01/1997      | 04/02/2000      | SPÖ   | Klima                                          |
| | Michael Schmid              | 04/02/2000      | 13/11/2000      | FPÖ   | Schüssel I                                     |
| | Monika Forstinger           | 13/11/2000      | 18/02/2002      | FPÖ   | Schüssel I                                     |
| | Mathias Reichold            | 18/02/2002      | 28/02/2003      | FPÖ   | Schüssel I                                     |
| | Hubert Gorbach              | 28/02/2003      | 11/01/2007      | FPÖ   | Schüssel II                                    |
| | Werner Faymann              | 11/01/2007      | 02/12/2008      | SPÖ   | Gusenbauer                                     |
| | Doris Bures                 | 02/12/2008      | 01/09/2014      | SPÖ   | Faymann I et II                                |
| | Alois Stöger                | 01/09/2014      | 26/01/2016      | SPÖ   | Faymann II                                     |
| | Gerald Klug                 | 26/01/2016      | 17/05/2016      | SPÖ   | Faymann II                                     |
| | Jörg Leichtfried            | 18/05/2016      | 18/12/2017      | SPÖ   | Kern                                           |
| | Norbert Hofer               | 18/12/2017      | 22/05/2019      | FPÖ   | Kurz I                                         |
| | Valerie Hackl               | 22/05/2019      | 03/06/2019      | Sans  | Kurz I                                         |
| | Andreas Reichhardt          | 03/06/2019      | 07/01/2020      | Sans  | Bierlein                                       |
| |                             |                 |                 |       |                                                |
| | Peter Hanke                 | 03/03/2025      | en fonction     | SPÖ   | Stocker                                        |
| Titre du portefeuille : - depuis 2025 : Innovation, Mobilités et Infrastructures (Innovation, Mobilität und Infrastruktur) |                             |                 |                 |       |                                                |

### Électrification et Énergie
| Nom | Nom           | Dates du mandat | Dates du mandat | Parti | Gouvernement(s) |
| --- | ------------- | --------------- | --------------- | ----- | --------------- |
|     | Karl Altmann  | 20/12/1945      | 20/11/1947      | KPÖ   | Figl I          |
|     | Alfred Migsch | 24/11/1947      | 11/10/1949      | SPÖ   | Figl I          |

### Environnement et Transports
| Nom | Nom               | Dates du mandat | Dates du mandat | Parti  | Gouvernement(s)               |
| --- | ----------------- | --------------- | --------------- | ------ | ----------------------------- |
| | Leonore Gewessler | 07/01/2020      | 03/03/2025      | Grünen | Kurz II Schallenberg Nehammer |
| Titre du portefeuille : - 2020-2025 : Climat, Environnement, Énergie, Mobilités, Innovation et Technologie (Klimaschutz, Umwelt, Energie, Mobilität, Innovation und Technologie) |                   |                 |                 |        |                               |